# Józef Chłopicki
Grzegorz Józef Chłopicki, född 14 mars 1771, död 30 september 1854, var en polsk general.
Chłopicki inträdde 1787 i polska armén, och kämpade mot ryssarna 1792–1794. Han deltog därefter som polsk legionär i de franska fälttågen i Italien 1799–1801 och som fransk överste i krigen mot Preussen och Ryssland 1806–1807, var 1809–1811 brigadgeneral i Spanien och 1812 i "den stora armén". Han sårades i slaget vid Borodino och blev förbigången vid befordran, och tog därefter samma år avsked och bosatte sig i Paris, men återvände 1814 till Polen och blev 1815 divisionsgeneral i rysk-polsk tjänst. Han avgick dock snart och levde som privatman. Vid polska revolutionens utbrott anslöt han sig till frihetsvännerna, inträdde som överbefälhavare i den provisoriska regeringen och var under 7 veckor Polens diktator (5 december 1830–23 januari 1831). Han måste som misstänkt för ryssvänlighet avgå och kämpade sedan som menig soldat i insurgenthären. Han blev svårt sårad och invalidiserad i slaget vid Grochów februari 1831, och drog sig därefter tillbaka till Kraków. Chłopickis memoarer från Napoleontiden utgav på polska 1849.